# Leandro Romagnoli
Leandro Atilio Romagnoli (Buenos Aires, 17 marzo 1981) è un allenatore di calcio, dirigente sportivo ed ex calciatore argentino, di ruolo centrocampista.

## Caratteristiche tecniche
Nel 2001 è stato inserito nella lista dei migliori calciatori stilata da Don Balón.

## Carriera

### Club

#### San Lorenzo de Almagro
Leandro ha cominciato la sua carriera professionistica nel 1998, a 17 anni, nelle file del San Lorenzo, squadra di Buenos Aires con sede nel quartiere di Boedo. Con la maglia rosso-blu del San Lorenzo ha vinto il Campionato Clausura nel 2001 e la Coppa Sudamericana nel 2002.

#### Veracruz e prestito allo Sporting Clube de Portugal
Nel gennaio 2005, dopo sette stagioni in Argentina, si è trasferito in Messico, al Veracruz. Nel gennaio 2006 è andato in prestito per un anno e mezzo allo Sporting. Con la squadra di Lisbona nel maggio 2006 è giunto secondo in campionato e nel 2007 ha vinto la Coppa di Portogallo.

#### Ritorno al San Lorenzo de Almagro
Successivamente torna nel San Lorenzo e vince la Copa Libertadores il 13 agosto 2014.

### Nazionale
Nel 2001 ha partecipato con la nazionale argentina ai Mondiali Under-20, vinti proprio dai giovani albi-celestes, che in finale hanno battuto il Ghana. Nel 2003 ha debuttato con la Nazionale maggiore.

## Palmarès

### Club

#### Competizioni nazionali
- Campionato argentino: 2

San Lorenzo: Clausura 2001, Inicial 2013
- Coppa del Portogallo: 2

Sporting Lisbona: 2006-2007, 2007-2008
- Supercoppa di Portogallo: 2

Sporting Lisbona: 2007, 2008

#### Competizioni internazionali
- Coppa Mercosur: 1

San Lorenzo: 2001
- Coppa Sudamericana: 1

San Lorenzo: 2002
- Coppa Libertadores: 1

San Lorenzo: 2014

### Nazionale
- Campionato mondiale Under-20: 1

2001

## Statistiche

### Cronologia presenze e reti in nazionale
| Cronologia completa delle presenze e delle reti in nazionale ― Argentina | Cronologia completa delle presenze e delle reti in nazionale ― Argentina | Cronologia completa delle presenze e delle reti in nazionale ― Argentina | Cronologia completa delle presenze e delle reti in nazionale ― Argentina | Cronologia completa delle presenze e delle reti in nazionale ― Argentina | Cronologia completa delle presenze e delle reti in nazionale ― Argentina | Cronologia completa delle presenze e delle reti in nazionale ― Argentina | Cronologia completa delle presenze e delle reti in nazionale ― Argentina |
| Data                                                                     | Città                                                                    | In casa                                                                  | Risultato                                                                | Ospiti                                                                   | Competizione                                                             | Reti                                                                     | Note                                                                     |
| ------------------------------------------------------------------------ | ------------------------------------------------------------------------ | ------------------------------------------------------------------------ | ------------------------------------------------------------------------ | ------------------------------------------------------------------------ | ------------------------------------------------------------------------ | ------------------------------------------------------------------------ | ------------------------------------------------------------------------ |
| 8-2-2003                                                                 | Miami                                                                    | Stati Uniti                                                              | 0 – 1                                                                    | Argentina                                                                | Amichevole                                                               | -                                                                        | 77’                                                                      |
| Totale                                                                   |                                                                          | Presenze                                                                 | 1                                                                        |                                                                          | Reti                                                                     | 0                                                                        |                                                                          |